# Beethoven (franchise)
Beethoven is een Amerikaanse franchise die begon met een film in 1992. Er zijn voorlopig 7 vervolgfilms verschenen en een stopgezette animatieserie met 1 seizoen. De franchise draait rond een sint-bernardshond genaamd Beethoven.

## Geschiedenis
De eerste 2 films in het begin van de jaren '90 draaien rond de familie van George Newton die de baasjes zijn van Beethoven. 
Hierna kwam er in 1994 een televisieserie van 1 seizoen.
Vanaf 2000 kwamen er terug 3 films uit over de familie van Richard Newton die de nieuwe baasjes werden. Richard is de broer van George. De derde film is echter discutabel of het nog echt hierbij hoort aangezien enkel het personage Sara Newton (gespeeld door een andere actrice) terugkeert.
In 2008 kwam de serie terug. Nu is Beethoven geen gewone hond meer, maar een filmster bij zijn nieuwe baasje Eddie. Beethoven is wegens een onbekende reden in zijn eentje terug, maar wegens de puppy's is het duidelijk een vervolg. Er is geen verband tussen deze baasjes en de vorigen. Daarom wordt deze nieuwe films soms beschouwd als een reboot. In 2011 werd er een kerstfilm gemaakt terwijl Beethoven tijdens deze film even weg is van zijn baasjes. Deze loopt dus in die verhaallijn, maar staat er in zekere zin dus ook los van. In 2014 kwam er een nieuwe film uit waarin Beethoven weer bij Eddie woont.

## Films

### Beethoven (1992)
Beethoven is een komische familiefilm uit 1992, geregisseerd door Brian Levant. De film is geschreven door John Hughes (onder het pseudoniem Edmond Dantès) en Amy Holden Jones. Het verhaal draait om een Sint-Bernardhond die vernoemd is naar Ludwig van Beethoven.
George Newton en zijn familie nemen een hond in huis genaamd Beethoven. Een dierenarts die illegale proeven uitvoert op dieren, wil Beethoven echter hebben voor een experiment. Hij maakt Beethoven zwart en uiteindelijk stopt de familie Newton de dierenarts zijn praktijken.

### Beethoven's 2nd (1993)
Beethoven's 2nd is een Amerikaanse familiefilm uit 1993 die geregisseerd is door Rod Daniel. Aanvankelijk was er geen vervolg gepland, maar werd door het onverwachte succes van de eerste film geproduceerd. In de film spelen Charles Grodin en Bonnie Hunt.
Beethoven wordt verliefd op een andere hond genaamd Missy. Helaas zitten de baasjes van Missy in een echtscheiding. De man geeft echt om de hond, maar de vrouw genaamd Regina niet. Ze houdt echter de hond zodat ze zeker haar geld krijgt. Beethoven en Missy krijgen echter 4 puppy's: Tchaikovsky, Chubby, Dolly en Mo. Het loopt uit de hand wanneer Regina achter het bestaan komt van de puppy's en de Newton-familie zich ermee gaat bemoeien.

### Beethoven's 3rd (2000)
Beethoven's 3rd is de tweede vervolgfilm. De film werd nooit in de bioscoop vertoond, maar werd direct op VHS en later op dvd uitgebracht. De film werd geregisseerd door David Mickey Evans en het scenario werd door Jeff Schechter geschreven. De hoofdrollen waren voor Judge Reinhold, Julia Sweeney, Joe Pichler en Jamie Marsh. Dit is het begin van 3 films met Beethoven's nieuwe baasjes.
George Newton en zijn familie (die niet in de film te zien zijn) gaan naar Europa. Daarna plannen ze om naar de Newton familie-reünie te gaan in Californië.
In Denver plant ondertussen zijn broer Richard Newton en zijn familie het vertrek voor hun reis voor naar de reünie. Opeens belt de familie van George Newton en vraagt om iets naar de reünie te brengen. Dit iets blijkt Beethoven te zijn en de hond blijkt een ramp te zijn. In het begin koopt Richard per ongeluk een DVD met zijn favoriete film. Deze DVD blijkt echter een DVD met geheime informatie te zijn gestolen door 2 boeven. Ze hadden die film gekozen omdat de film volgens hun vreselijk is. Ze gaan achter de Newtons aan. De Newtons zijn hier zich onbewust van, maar Beethoven beschermt tijdens de vakantie de familie. Hij draait steeds op voor de schade die hiermee gepaard gaat. Uiteindelijk raken ze gesteld op de hond en zijn ze blij te horen dat George Newton en zijn familie nog een paar jaar in Europa blijft wonen en dat ze Beethoven mogen houden.

### Beethoven's 4th (2001)
Beethoven's 4th is de derde vervolgfilm. De film werd op 4 december 2001 uitgebracht. Ze werd geregisseerd door David Mickey Evans en geproduceerd door Kelli Konop. In de film hebben onder andere Judge Reinhold en Julia Sweeney de hoofdrol.
Richard Newton en zijn familie zijn nog steeds de eigenaars van Beethoven. De kinderen zijn dol op de hond, maar de ouders niet. Ze zijn het wilde gedrag van Beethoven beu en sturen de hond naar een gehoorzaamheidstraining. Tegelijkertijd is er ook een dubbelganger van Beethoven genaamd Michelangelo. Hij is welgemanierd en woont bij een rijkeluisfamilie. Wanneer de honden verwisseld worden en 2 boeven Beethoven (denkende dat het Michelangelo is) proberen te ontvoeren, leidt dit tot speciale omstandigheden. Uiteindelijk worden beide honden terug verwisseld en de baasjes hebben dit nooit geweten.

### Beethoven's 5th (2003)
Beethoven's 5th is de vierde vervolgfilm. Hij werd in 2003 uitgebracht. Daveigh Chase neemt de rol van Sara over, die oorspronkelijk in de vorige twee films door Michaela Gallo gespeeld werd. Mark Griffiths nam de regie voor zijn rekening en Mike Elliot produceerde de film. Deze film staat eigenlijk los van de voorgaande 2 films, maar wegens het personage Sara Newton hoort het nog bij de vorige 2 films. Sara wordt echter gespeeld door een andere actrice dan in de voorgaande 2 films.
Sara Newton (dochter van Richard Newton) gaat in de zomervakantie met Beethoven naar haar oom Freddy Kablinski in een oud mijnstadje. Beethoven graaft er echter een aanwijzing op van een legendarische schat verborgen in het stadje. Sara en Beethoven proberen ondanks alle schatzoekers het geheim van het stadje bloot te leggen.

### Beethoven's Big Break (2008)
Beethoven's Big Break is een Amerikaanse familiefilm uit 2008 die geregisseerd is door Mike Elliott. Het wordt vaak beschouwd als een reboot van de film uit 1992, Beethoven wegens het afwijkende verhaal ten opzichte van de vorige films, maar het sluit wel aan in de verhaallijn van de vorige films. In de film spelen Jonathan Silverman en Jennifer Finnigan.
Dierentrainer Eddie Bob zijn leven verandert drastisch wanneer hij zijn baan verliest en zijn zoon een veel te grote hond genaamd Beethoven in huis neemt. De hond groeit uit tot een filmster waardoor hij zijn baan terugkrijgt. Ondertussen plant een schurk genaamd Sal DeMarco om Beethoven te ontvoeren voor een losprijs.

### Beethoven's Christmas Adventure (2011)
Beethoven's Christmas Adventure is een Amerikaanse familiefilm uit 2011 die geregisseerd is door John Putch. In de film spelen Munro Chambers en Kyle Massey. John Cleese is de verteller.
Wanneer de hond een reclamespot opneemt in een stadje, ontmoet hij er Mason. Een kerstelf verliest echter in de buurt de speelgoedzak en de slee van de kerstman. Beethoven moet beide zien terug te brengen naar de kerstman om Kerstmis te redden.

### Beethoven's Treasure Tail (2014)
Beethoven's Treasure Tail is een Amerikaanse familiefilm uit 2014 die geregisseerd is door Ron Oliver.  Het is de 8ste Beethoven-film. In de film spelen Jonathan Silverman en Kristy Swanson. In de film speelt Jonathan Silverman weer de hoofdrol Eddie van Beethoven's Big Break
Wanneer een depressieve Beethoven ontslagen wordt, gaat hij met zijn baasje op een lange autorit naar huis. Onderweg stranden ze echter in het gehucht O'Malley's Cove. Wanneer Beethoven samen met het jongetje Sam op schattenjacht gaat, raakt de rijke Duitser die alles wil opkopen in de problemen. Uiteindelijk blijven Beethoven en Eddie hier wonen en maken ze daar hun films.

## Televisieserie

### Beethoven: The Animated Series
In 1994 verscheen Beethoven: The Animated Series op CBS. Dit liep maar 1 seizoen. Het telt 26 afleveringen met elk een 15 minuten tijdspanne. Beethoven is hierin eigendom van de familie van George Newton net als in de eerste 2 films.
| Nr. | Titel van aflevering              | Scenarist(en)                           | Uitzenddatum      |  |
| --- | --------------------------------- | --------------------------------------- | ----------------- |  |
| 1   | Good Old George                   | Joe Ansolabehere and Paul Germain       | 10 september 1994 |  |
| 2   | The Pound                         | Paul Germain and Joe Ansolabehere       | 10 september 1994 |  |
| 3   | Dog Dreams                        | Joe Ansolabehere                        | 17 september 1994 |  |
| 4   | The Good, the Bad, and the Poodle | Jonathan Greenberg                      | 17 september 1994 |  |
| 5   | The Experiment                    | Jonathan Greenberg                      | 24 september 1994 |  |
| 6   | The Incredibly Pointless Journey  | Michael Ferris                          | 24 september 1994 |  |
| 7   | The Guard Dog                     | Buddy Chuck                             | 1 oktober 1994    |  |
| 8   | Mr. Huggs Wild Ride               | Peter Gaffney                           | 1 oktober 1994    |  |
| 9   | Cat Fight                         | Jonathan Greenberg                      | 8 oktober 1994    |  |
| 10  | The Kindergarten Caper            | Peter Gaffney                           | 8 oktober 1994    |  |
| 11  | The Gopher Who Would Be King      | Jim Bernstein and Michael Shipley       | 15 oktober 1994   |  |
| 12  | Pet Psychiatrist                  | Buddy Chuck                             | 15 oktober 1994   |  |
| 13  | Cyrano de Beethoven               | Paul Germain                            | 22 oktober 1994   |  |
| 14  | The Mailman Cometh                | Jonathan Greenberg and Joe Ansolabehere | 22 oktober 1994   |  |
| 15  | A Cat Named Rover                 | Buddy Chuck                             | 29 oktober 1994   |  |
| 16  | The Dog Must Diet                 | Jonathan Greenberg                      | 29 oktober 1994   |  |
| 17  | The Mighty Cone-Dog               | Buddy Chuck                             | 5 november 1994   |  |
| 18  | Car Trouble                       | Joe Ansolabehere                        | 5 november 1994   |  |
| 19  | Puppy Time                        | Jonathan Greenberg and Joe Ansolabehere | 12 november 1994  |  |
| 20  | The Morning Paper                 | Michael Ferris                          | 12 november 1994  |  |
| 21  | The Big One                       | Joe Ansolabehere                        | 19 november 1994  |  |
| 22  | Fleas!                            | Jeff Lowell                             | 19 november 1994  |  |
| 23  | Scent of a Mutt                   | Jonathan Greenberg                      | 26 november 1994  |  |
| 24  | Down on the Farm                  | Michael Ferris                          | 26 november 1994  |  |
| 25  | Trash Island                      | Christian Fletcher                      | 3 december 1994   |  |
| 26  | The Long Weekend                  | Joe Ansolabehere and Jonathan Greenberg | 3 december 1994   |  |